# Субпровінційна адміністративна одиниця
Субпровінційна адміністративна одиниця (кит. спр. 副省级行政区, піньїнь: Fùshěngjí xíngzhèngqū) — у КНР це адміністративна одиниця другого рівня, яка у ієрархії поділу є проміжною ланкою між провінційним рівнем (звідси назва субпровінційна або підпровінційна) і префектурою.
Це поширюється на всі її підрозділи, адміністративні установи та політичні партії. Наприклад, голова такої одиниці за статусом прирівнюється до віце-губернатора провінції. Підпровінційні одиниці зазвичай включають головну центральну міську територію, яка поділена на райони, та навколишні повіти (міста-повіти у цьому разі будуть підвищені до рівня субпрефектури), що керуються субпровінційним відділом від імені провінції.
Субпровінційний підрозділ усе ще адміністративно підпорядковується провінції, як і префектури. Проте п'ять із них також є містами з окремо визначеними державою повноваженнями (кит. спр. 计划单列市计划单列市 / 計劃單列市) економічного блоку, які зазвичай контролює провінція: фінанси, митниця, планування економічної стратегії, зовнішньоекономічні відносини, банківська справа тощо.

## Субпровінційні міста
16 міст отримали статус субпровінційних 25 лютого 1994 і, переважно, є столицями своїх провінцій. Після того, як Чунцін став містом прямого підпорядкування, їх залишилося 15:
| Назва     | Оригінал                            | Провінція  | Скорочення | Населення (перепис 2010) |
| --------- | ----------------------------------- | ---------- | ---------- | ------------------------ |
| Гуанчжоу  | кит. спр. 广州, піньїнь: Guǎngzhōu  | Гуандун    | 穗         | 12 700 800               |
| Далянь    | кит. спр. 大连, піньїнь: Dàlián     | Ляонін     | 连（鲲）   | 6 690 432                |
| Нанкін    | кит. спр. 南京, піньїнь: Nánjīng    | Цзянсу     | 宁         | 8 001 680                |
| Нінбо     | кит. спр. 宁波, піньїнь: Níngbō     | Чжецзян    | 甬         | 7 605 689                |
| Сіань     | кит. спр. 西安, піньїнь: Xī'ān      | Шаньсі     | 镐         | 8 467 837                |
| Сямень    | кит. спр. 厦门, піньїнь: Xiàmén     | Фуцзянь    | 鹭         | 3 531 347                |
| Ухань     | кит. спр. 汉武, піньїнь: Wǔhàn      | Хубей      | 汉         | 9 785 392                |
| Ханчжоу   | кит. спр. 杭州, піньїнь: Hángzhōu   | Чжецзян    | 杭         | 8 700 400                |
| Харбін    | кит. спр. 哈尔滨, піньїнь: Hā'ěrbīn | Хейлунцзян | 哈         | 10 635 971               |
| Циндао    | кит. спр. 青岛, піньїнь: Qīngdǎo    | Шаньдун    | 胶         | 8 715 100                |
| Цзінань   | кит. спр. 济南, піньїнь: Jǐnán      | Шаньдун    | 济         | 6 814 000                |
| Чанчунь   | кит. спр. 长春, піньїнь: Chángchūn  | Цзілінь    | 长         | 7 677 089                |
| Ченду     | кит. спр. 成都, піньїнь: Chéngdū    | Сичуань    | 蓉         | 14 047 625               |
| Шеньчжень | кит. спр. 深圳, піньїнь: Shēnzhèn   | Гуандун    | 深（鹏）   | 10 357 938               |
| Шеньян    | кит. спр. 沈阳, піньїнь: Shěnyáng   | Ляонін     | 沈         | 8 106 171                |

Чунцін був субпровінційним містом Сичуаню до 14 березня 1997-го.
Сіньцзянський корпус виробництва і будівництва також відповідає критеріям субпровінційного міста.
Ченду є найбільшим у списку за населенням і перевищує за цим показником місто-провінцію Тяньцзінь; Харбін та Ченду мають більшу площу, ніж Тяньцзінь.

## Субпровінційні міські зони
Очільники міських районів Пудун (Шанхай) та Біньхай (Тяньцзінь) отримали повноваження голів субпровінційних міст.
| Назва   | Оригінал                               | Провінція | Скорочення | Населення (перепис 2010) | Набуття статусу |
| ------- | -------------------------------------- | --------- | ---------- | ------------------------ | --------------- |
| Біньхай | кит. спр. 滨海, піньїнь: Bīnhǎi Xīn Qū | Тяньцзінь | 滨海       | 2 482 065                | 2009            |
| Пудун   | кит. спр. 浦东, піньїнь: Pǔdōng Xīn Qū | Шанхай    | 浦东       | 5 044 430                | 1992            |

## Субпровінційна автономна префектура
Ілі-Казахська автономна область має у своєму складі префектури Алтай і Тачен на додачу до 11 одиниць повітового рівня. До 2001 ці повіти прямого підпорядкування були частиною скасованої префектури Ілі (伊犁地区). Така структура є виключенням у адмінподілі КНР. Однак, де-юре поняття субпровінційна автономна префектура не існує.
| Назва            | Оригінал                                                   | Провінція | Скорочення | Населення (перепис 2010) | Набуття статусу |
| ---------------- | ---------------------------------------------------------- | --------- | ---------- | ------------------------ | --------------- |
| Ілі-Казахська АО | кит. спр. 伊犁哈萨克自治州, піньїнь: Yīlí Hāsàkè Zìzhìzhōu | СУАР      | 伊犁       | 4 305 119                | 1979            |